# Cetenka
Cetenka (Cetynka) – struga, prawy dopływ Pilicy; wypływa z lasów Nadleśnictwa Opoczno (Leśnictwo Ceteń). Przepływa przez Spalski Park Krajobrazowy, ma około 7 kilometrów długości. W połowie drogi między Ceteniem i Fryszerką, przy spiętrzeniu Cetenki znajdują się zabudowania nieczynnego (niegdyś wodnego) młyna „Wytoka”, należącego obecnie do Lasów Państwowych. W odległości dwóch kilometrów w dół Cetenki, przy drodze Inowłódz - Studzianna, znajdują się dwa młyny, kiedyś poruszane siłą wody. Młyn po lewej stronie drogi jest nadal czynny z wykorzystaniem napędu elektrycznego. Zabudowania drugiego z młynów wykorzystywane są do celów agroturystycznych. Obydwa młyny należą do spadkobierców starej, młynarskiej rodziny Lipińskich. Cetenka wpływa do Pilicy koło osady letniskowej Fryszerka.
Nazwa strugi została urobiona za pomocą przyrostka -ka od nazwy młyna (potem osady) Ceteń (dawniej Cetyń).
Dawna nazwa rzeki Cetenki (Cetynki) brzmiała Krępa (zapisy źródłowe: 1390 Krampa, 1790 Krępa, 1900 na rz. Krępie zob. hasło Dęborzeczka w Słowniku Geograficznym). Nazwa wodna pochodzi od nazwy młyna Krępa (1520 molendinum Crepa). Wyraz staropolski krępa określał ‘suche, wyniesione miejsce wśród błot’ (Duma). Termin ten dobrze pasuje do miejsca, na którym pobudowano młyn.